# Grabkreuz Kirchplatz 1 (Küppers)

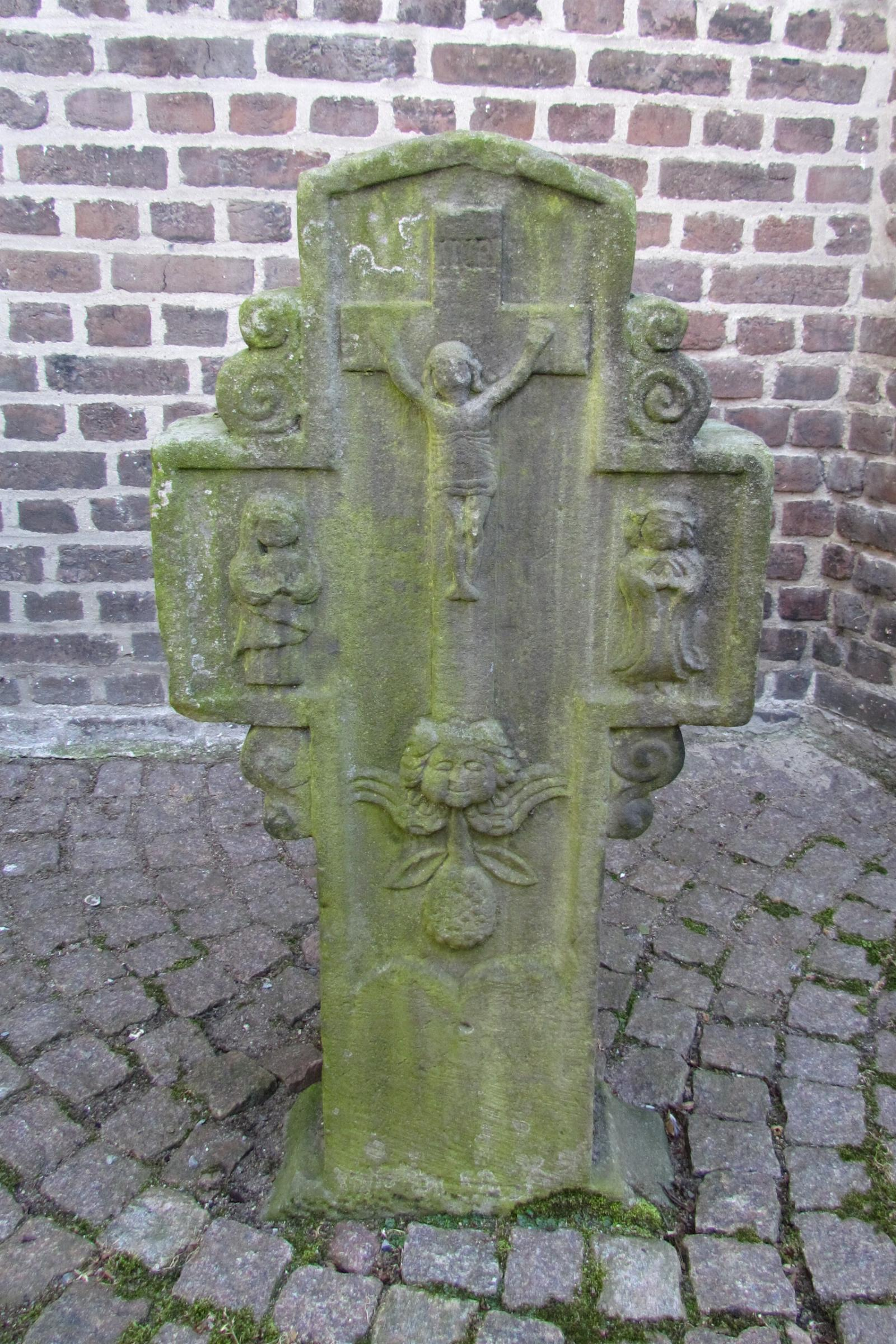
Grabkreuz an der Kirche

Das Grabkreuz Kirchplatz 1 (Küppers) steht in Korschenbroich im Rhein-Kreis Neuss in Nordrhein-Westfalen.
Das Kreuz wurde 1708 geschaffen. Seit dem 26. Mai 1987 ist es unter Nr. 102 am in der Liste der Baudenkmäler in Korschenbroich eingetragen.

## Architektur
Das Kreuz ist aus Liedberger Sandstein gearbeitet, 18 cm tief und 57 cm breit. Sichtseite des Kreuzes ist die Rückseite. Auf der abgewandten Vorderseite steht oben die Inschrift „IHS“, unten ist das Bild eines Schädels mit gekreuzten Knochen herausgearbeitet. Die Rückseite des Kreuzes zeigt ein Kreuz mit aufgesetztem Korpus, flankiert von Darstellungen der Gottesmutter Maria und des Jüngers Johannes, darunter ein Engelskopf. Die Inschrift der Vorderseite lautet „ANNO 1708 DEN 4. MERZ IST METTEL KÜPPERS GOTT SELIG IM HERREN ENTSCHLAFEN GWDSGS“. Die Buchstaben am Schluss er Inschrift sind eine fromme Bitte, ähnlich dem DSGG auf anderen Grabsteinen für „Dessen Seel Gott Gnad“; entsprechend könnte GWDSGS für „Gott wird Deiner Seele gnädig sein“ stehen.